# Abuçaíde Otomão II
Abuçaíde Otomão II, cujo nome completo era Abuçaíde Otomão ibne Iúçufe Abu Iacube (em árabe: أَبُو سعيد عثمان بن أَبُو يُوسُف يَعقُوب; romaniz.: Abū Sa'īd 'Uthmān ibn Abū Yaʿqūb Yūsuf), foi o sultão do Império Merínida (no atual Marrocos) de novembro de 1310 até setembro de 1331.

## Vida

### Ascensão e políticas internas
Abuçaíde Otomão II foi descrito por seu biógrafo como sendo de tez branca, estatura mediana e bem caracterizado. Era filho de Abu Iacube Iúçufe Anácer e sua esposa Aixa binte Malhal Alculti, que era filha do emir dos árabes quelutes, Abu Atia Malhal ibne Iáia Alculti. Foi pai de ao menos dois filhos, Abu Ali Omar e Alboácem Ali, e teve quatro irmãos chamados Abu Salim, Abu Amir, Abu Tabite Amir (r. 1307–1308) e Abu Arrabi Solimão (r. 1308–1310). Em novembro de 1310, com a morte de seu irmão Abu Arrabi Solimão, herdou o trono sultanal de Fez. Em seu tempo, a chancelaria do Império Merínida foi organizada, bem como surgiu a historiografia merínida, com obras relevantes como al-Dhakhira as-Sania) e Rawd al-qirtas de ibne Abi Zar. Também é desse tempo a construção de três madraças em Fez: Fez Aljadide (1320), Sarije (1321), Attarine e Esbaim (1323).

### Revoltas e guerras

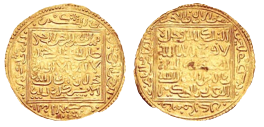
Dinar de ouro de Abu Iacube Iúçufe Anácer r.

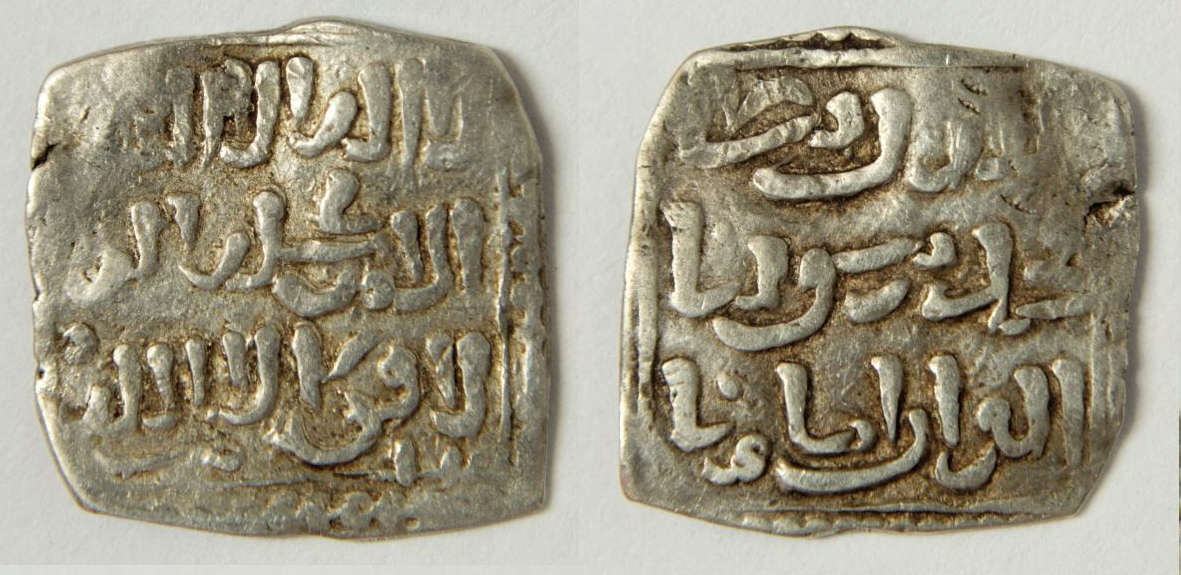
Dirrã de prata de Alboácem Ali r.

Pouco tempo após ascender, Abuçaíde Otomão II buscou retomar a expansão do Império Merínida em direção ao Alandalus, às custas do Reino Nacérida de Granada. Em 1311, recebeu ibne Issa em sua corte em nome do governador de Málaga Abuçaíde Faraje, que havia se rebelado contra o sultão granadino Nácer (r. 1309–1314) em nome de seu filho Ismail. Como a rebelião foi frustrada, Abuçaíde Faraje ofereceu o controle de Málaga aos merínidas em troca do governo de Salé, mas o acordo não foi formalizado por conta de uma revolta malacitana que o depôs. Depois, Abuçaíde Otomão II, enviou uma frota através do estreito de Gibraltar, mas foi derrotado pela Coroa de Castela ao largo de Algeciras em 25 de julho. Com esse fracasso, decidiu se desvencilhar e devolveu suas propriedades ibéricas, incluindo Algeciras e Ronda, ao sultão granadino Nácer (r. 1309–1314). Em 1314/15, seu filho Abu Ali Omar iniciou uma revolta, no rescaldo de um cerco frustrado contra Tremecém, capital dos ziânidas. O príncipe foi bem-sucedido em sua empreitada e relegou a seu pai o controle de Taza, mas algum tempo depois o sultão retomou as rédeas de seu país e confinou Abu Ali Omar ao governo de Sijilmassa, no sul do país.
Em 1318, temendo um ataque da Coroa de Castela, o sultão nacérida Ismail I (r. 1314–1325) apelou ao sultão merínida por ajuda. Abuçaíde Otomão II aceitou ajudar, mas cobrou a extradição e prisão de Abuçaíde Otomão ibne Abi Alulá, um dissidente de sua dinastia que havia iniciado uma revolta frustrada no Magrebe entre 1307 e 1309 antes de fugir ao Reino Nacérida, mas seu pedido foi negado e os nacéridas lidaram sozinhos com a ameaça cristã. Em 1320, Abu Ali Omar tomou controle de pontos estratégicos ao longo das rotas das caravanas do comércio transaariano, e em 1322, instigado pela Coroa de Aragão, tomou Marraquexe, colocando-a contra Fez no que se tornaria uma rivalidade duradoura. Seus empreendimentos foram frustrados após seu exército ser novamente derrotado e Abu Ali Omar foi confinado em Sijilmassa. Ao mesmo tempo, Abuçaíde Otomão II decidiu remover Abu Ali Omar da sucessão e nomear o irmão dele, Alboácem Ali, como herdeiro. Em vista de garantir apoio do Reino Haféssida de Túnis, o sultão arranjou o casamento Alboácem Ali com a princesa Fátima, filha do califa Abu Iáia Abu Becre II (r. 1318–1346). Quando se dirigia para buscar a pretendente em setembro de 1331, Abuçaíde Otomão II faleceu repentinamente e foi sucedido por Alboácem Ali.